# Truncopes pyriformis
Truncopes pyriformis är en kvalsterart som beskrevs av Hammer 1981. Truncopes pyriformis ingår i släktet Truncopes och familjen Oripodidae. Inga underarter finns listade i Catalogue of Life.